# Pacific Tsunami Warning Center
In 1949 werd in Hawaï in 'Ewa Beach' het PTWC (Pacific Tsunami Warning Center) opgericht. Dit centrum waarschuwt voor teletsunami's. Alaska en de westkust van Verenigde Staten worden bediend door het WC/ATWC ('West Coast/Alaska Tsunami Warning Center') in Palmer, Alaska.
PTWC is ook het waarschuwingscentrum voor lokale en regionale tsunami's in Hawaï.
De operationele doelstelling van TWC in de Stille Oceaan is belangrijke aardbevingen in de gevaarlijke gebieden te ontdekken en de plaats te bepalen en of zij tsunami's hebben geproduceerd, geschikte en efficiënte tsunami-informatie en waarschuwingen te verstrekken aan de bevolking van de Stille Oceaan om de gevaren van tsunami's, vooral aan het menselijk leven en welzijn, te minimaliseren. Om dit doel te bereiken, controleert TWS onophoudelijk de seismische activiteit en het oceaanoppervlakniveau van de gevaarlijkste gebieden.